# Ушаковська сільська рада (Катайський район)
Ушако́вська сільська рада (рос. Ушаковский сельский совет) — сільське поселення у складі Катайського району Курганської області Росії.
Адміністративний центр — село Ушаковське.
Населення сільського поселення становить 1121 особа (2017; 1190 у 2010, 1228 у 2002).
20 вересня 2018 року до складу сільського поселення була включена територія площею 221,90 км² ліквідованої Корюковської сільської ради (село Корюково, селище Чуга).

## Склад
До складу сільського поселення входять:
| Населений пункт        | Населення, осіб (2002) | Населення, осіб (2010) |
| ---------------------- | ---------------------- | ---------------------- |
| Корюково, село         | 403                    | 340                    |
| Оконечникова, присілок | 108                    | 88                     |
| Ушаковське, село       | 606                    | 661                    |
| Чуга, селище           | 16                     | 15                     |
| Шевелєва, присілок     | 95                     | 86                     |